# The Everlasting Flame: Beijing 2008
The Everlasting Flame: Beijing 2008 è il titolo del film ufficiale dei Giochi della XXIX Olimpiade di Pechino 2008 (29th Olympic Games official film).
Il film è stato presentato il 7 settembre 2009 al Montréal World Film Festival.

## Trama
Vengono seguite le gesta di alcuni protagonisti dei Giochi: i velocisti giamaicani Usain Bolt ed Asafa Powell, il campione etiope Haile Gebrselassie, le brasiliane del beach volley Larissa França e Juliana Felisberta, l'iraniana del taekwondo Sara Khoshjamal Fekri, il ciclista di BMX Kyle Bennett, il canoista tedesco Tomasz Wylenzek e la star di casa, il cinese Liu Xiang, che da favorito nei 110 metri ostacoli fallirà a causa di un infortunio.

## La produzione
Il film fu annunciato il 9 luglio 2008 nel corso delle Olimpiadi di Pechino. In un primo momento si sarebbe dovuto chiamare The Beijing 2008 Olympic Games Official Film, e l'uscita era prevista entro la fine del 2008.
Fu realizzato con l'approvazione del CIO e del BOCOG (Beijing Organizing Committee for the Games of the XXIX Olympiad). È stato il primo film ufficiale dei Giochi olimpici realizzato in HDTV con telecamere ad alta definizione. Una copia del film è conservata presso il museo Olimpico di Losanna.
Il film documenta gli allenamenti e le gare di sei atleti olimpici e racconta come vivono il tema “One World One Dream” ("Un mondo, un sogno") e lo spirito olimpico.
Atleti invitati a partecipare
Con una lettera indirizzata a lui personalmente dalla casa di produzione del film, la Niu Jing (letteralmente "Nuovo aprile"), il nuotatore statunitense Michael Phelps era stato invitato a partecipare al progetto. Nella lettera a Phelps viene detto che la produzione ha esaminato le performance di migliaia di atleti in 28 eventi e che il suo nome è stato scelto tra i 12-18 atleti più rappresentativi dei Giochi olimpici.

## Riconoscimenti
- Spot Movies & YV[7]